# 第162独立機械化旅団 (ウクライナ陸軍)
第162独立機械化旅団（だい162どくりつきかいかりょだん、ウクライナ語: 162-га окрема механізована бригада）は、ウクライナ陸軍の旅団。北部作戦管区隷下。

## 歴史

### ロシアのウクライナ侵攻
2024年11月、ロシアのウクライナ侵攻の影響に伴い、ウクライナ国外の動員兵を主体にジトーミル州で創設され、国外で新兵訓練を受けた。